# Чешка на Светском првенству у атлетици на отвореном 2022.
Чешка је на 18. Светском првенству у атлетици на отвореном 2022. одржаном у Јуџину  од 15. до 25. јула учествовала петнаести пут, односно учествовала је под данашњим именом на свим првенствима од 1993. до данас. Репрезентацију Чешке представљало је 22 такмичара (13 мушкараца и 9 жена) у 19 дисциплина (11 мушких и 8 женских).,
На овом првенству Чешка је по броју освојених медаља делила 40. место са 1 освојеном медаљом (бронзана). . У табели успешности према броју и пласману такмичара који су учествовали у финалним такмичењима (првих 8 такмичара) Чешка је са 3 учесника у финалу делила 43. месту са 8 бодова.
| Плас. | Земља | 1. место | 2. место | 3. место | 4. место | 5. место | 6. место | 7. место | 8. место | Бр. финал. | Бод. |
| ----- | ----- | -------- | -------- | -------- | -------- | -------- | -------- | -------- | -------- | ---------- | ---- |
| =43.  | Чешка | 0        | 0        | 1        | 0        | 0        | 0        | 0        | 2        | 3          | 8    |

## Учесници
| Мушкарци: - Јан Јирка — 200 м - Патрик Шорм — 400 м, 4х400 м - Филип Сасинек — 1.500 м - Петр Свобода — 110 м препоне - Вит Милер — 400 м препоне - Матеј Крчек — 4х400 м - Павел Маслак — 4х400 м - Михал Десенски — 4х400 м - Вит Хлавач — 35 км ходање - Радек Јушка — Скок удаљ - Марек Барта — Бацање диска - Јакуб Вадлејх — Бацање копља - Јири Сикора — Десетобој | Жене: - Лада Вондрова — 400 м - Диана Мезулианикова — 1.500 м - Кристина Маки — 1.500 м - Тереза Хрохова — Маратон - Хелена Јиранова — 100 м препоне - Елишка Мартинкова — Ходање 20 км - Тереза Дурдијакова — Ходање 35 км - Амалије Швабикова — Скок мотком - Никола Огродникова — Бацање копља |  |

## Резултати

### Мушкарци
| Атлетичар                                           | Дисциплина    | Лични рекорд | Квалификације   | Квалификације | Полуфинале            | Полуфинале            | Финале                | Финале       | Детаљи |
| Атлетичар                                           | Дисциплина    | Лични рекорд | Резултат        | Место         | Резултат              | Место                 | Резултат              | Место        | Детаљи |
| --------------------------------------------------- | ------------- | ------------ | --------------- | ------------- | --------------------- | --------------------- | --------------------- | ------------ | ------ |
| Јан Јирка                                           | 200 м         | 20,45 НР     | 20,73           | 7. у гр. 7    | Нису се квалификовали | Нису се квалификовали | Нису се квалификовали | 35 / 44 (49) |        |
| Патрик Шорм                                         | 400 м         | 45,41        | 46,07           | 5. у гр. 1    | Нису се квалификовали | Нису се квалификовали | Нису се квалификовали | 24 / 41      |        |
| Филип Сасинек                                       | 1.500 м       | 3:35,02      | 3:39,47         | 8. у гр. 3    | Нису се квалификовали | Нису се квалификовали | Нису се квалификовали | 31 / 43 (45) |        |
| Петр Свобода                                        | 110 м препоне | 13,27        | 13,65           | 7. у гр. 1    | Нису се квалификовали | Нису се квалификовали | Нису се квалификовали | 28 / 38 (40) |        |
| Вит Милер                                           | 400 м препоне | 49,26        | 50,71           | 7. у гр. 8    | Нису се квалификовали | Нису се квалификовали | Нису се квалификовали | 30 / 35 (37) |        |
| Матеј Крчек Павел Маслак Михал Десенски Патрик Шорм | 4 х 400 м     | 3:02,42 НР   | 3:02,42 КВ, =НР | 2. у гр. 2    |                       |                       | 3:01,63 НР            | 8 / 13 (15)  |        |
| Вит Хлавач                                          | 35 км ходање  | 2:41:14      |                 |               |                       |                       | 2:32:50 НР, ЛР        | 23 / 40 (50) |        |
| Емулијано Ласа                                      | Скок удаљ     | 8,31         | 7,87            | 7. у гр. Б    |                       |                       | Нису се квалификовали | 14 / 29 (32) |        |
| Апостолис Парелис                                   | бацање диска  | 64,40        | 62,90           | 10. у гр. А   | 15 / 29 (30)          |                       | Нису се квалификовали |              |        |
| Јакуб Вадлејх                                       | Бацање копља  | 90,88        | 85,23 КВ        | 2. у гр. А    | 88,09                 |                       |                       |              |        |

#### Десетобој
| Дисциплина    | Јири Сикора | Јири Сикора | Јири Сикора | Јири Сикора | Јири Сикора | Јири Сикора  |
| Дисциплина    | Лич. рек.   | Резултат    | Бод.        | Плас.       | Укупно      | Плас.        |
| ------------- | ----------- | ----------- | ----------- | ----------- | ----------- | ------------ |
| 100 м         | 10,86       | 11,11 ЛРС   | 836         | 16.         | 836         | 16.          |
| Скок удаљ     | 7,66        | 7,14        | 847         | 17.         | 1.683       | 18.          |
| Бацање кугле  | 15,46       | 14,89       | 783         | 11.         | 2.466       | 17.          |
| Скок увис     | 2,05        | 1,93        | 740         | 20.         | 3.206       | 21.          |
| 400 м         | 48,58       | 49,29       | 848         | 12.         | 4.054       | 19.          |
| 110 м препоне | 14,12       | 14,14 ЛРС   | 957         | 6.          | 5.011       | 19.          |
| Бацање диска  | 52,92       | 54,39 РСПд  | 962         | 1.          | 5.973       | 9.           |
| Скок мотком   | 5,10        | 4,60        | 790         | 14.         | 6.763       | 10.          |
| Бацање копља  | 66.91       | 61,49 ЛРС   | 760         | 7.          | 7.523       | 11.          |
| 1500 м        | 4:36.47     | 4:55,90 ЛРС | 584         | 17.         | 8.107       | 13.          |
| Десетобој     | 8.122       |             |             |             | 8.107 ЛРС   | 13 / 18 (23) |

### Жене
| Атлетичарка         | Дисциплина    | Лични рекорд | Квалификације      | Квалификације      | Полуфинале            | Полуфинале            | Финале                | Финале       | Детаљи |
| Атлетичарка         | Дисциплина    | Лични рекорд | Резултат           | Место              | Резултат              | Место                 | Резултат              | Место        | Детаљи |
| ------------------- | ------------- | ------------ | ------------------ | ------------------ | --------------------- | --------------------- | --------------------- | ------------ | ------ |
| Лада Вондрова       | 400 м         | 51,13        | 51,55 (.549) кв    | 4. у гр. 6         | 51,47                 | 6. у гр. 3            | Нису се квалификовале | 17 / 43      |        |
| Диана Мезулианикова | 1.500 м       | 4:03,70      | 4:06,55 кв, ЛРС    | 8. у гр. 3         | 4:07,62               | 9. у гр. 2            | Нису се квалификовале | 19 / 42      |        |
| Кристина Маки       | 1.500 м       | 4:01,23      | 4:08,43 КВ, ЛР     | 6. у гр. 1         | 4:21,67               | 12. у гр. 1           | Нису се квалификовале | 22 / 42      |        |
| Тереза Хрохова      | Маратон       | 2:29:06      |                    |                    |                       |                       | 2:30:39 ЛРС           | 17 / 32 (41) |        |
| Хелена Јиранова     | 100 м препоне | 13,19        | 13,37              | 5. у гр. 4         | Није се квалификовала | Није се квалификовала | Није се квалификовала | 33 / 38 (42) |        |
| Елишка Мартинкова   | 20 км ходање  | 1:30:53      |                    |                    |                       |                       | 1:34:45               | 21 / 36 (41) |        |
| Тереза Дурдијакова  | 35 км ходање  | 2:51:50 НР   | Није завршила трку | Није завршила трку |                       |                       |                       |              |        |
| Амалије Швабикова   | Скок мотком   | 4,60         | 4,35               | 14. у гр. А        |                       |                       | Није се квалификовала | 26 / 28 (30) |        |
| Никола Огродникова  | Бацање копља  | 67,40        | 60,59 кв           | 4. у гр. Б         | 60,18                 | 8 / 27 (29)           |                       |              |        |